# Hebefustis vitjazi
Hebefustis vitjazi är en kräftdjursart som beskrevs av Boris Vladimirovich Mezhov 1986. Hebefustis vitjazi ingår i släktet Hebefustis och familjen Nannoniscidae. Inga underarter finns listade i Catalogue of Life.